# 目黑寄生虫馆
目黑寄生虫馆（英語：Meguro Parasitological Museum）是一座位于日本东京都目黑区下目黑的寄生虫学专业私立博物馆。由公益财团法人目黑寄生虫馆运营。

## 概要
从事与寄生虫相关的研究、展览、标本和资料的收集与鉴定、启蒙活动等。由于寄生虫专业博物馆在世界上较为罕见，吸引了大量海外访客，说明文字以8种语言书写。在2017年12月韩国首尔江西区开设寄生虫博物馆之前，这里长期作为“世界唯一”的寄生虫专业博物馆存在。
目前馆内建筑为地上6层、地下1层的楼房，建筑面积不大，且展示空间仅限于1楼和2楼，属于小型设施。上层为研究室、储藏室、办公室等。这是一家以寄生虫形态学和分类学为核心，开展扎实研究活动、定期举办特别展览和讲座、以及外部演讲等教育活动的博物馆。

## 历史

### 前史
曾在南满洲铁道株式会社卫生研究所工作的医学博士龟谷了，于1947年（昭和22年）7月从中国奉天返回日本后，于1948年（昭和23年）4月在目黑区开设了诊所。龟谷从那时起便萌生了设立寄生虫专业研究所的想法。

### 年表
- 1953年（昭和28年），龟谷了投入个人财产设立研究机构“目黑寄生虫馆”，以木制平房的临时建筑开馆。
- 1956年（昭和31年）：作为馆内设施，钢筋混凝土结构的2层楼建筑竣工。此后，该建筑进行了3次扩建和改建。
- 1957年（昭和32年）8月 - 获得文部省（现文部科学省）的财团法人许可。
- 1958年（昭和33年）：三笠宫崇仁亲王来访。
- 1959年（昭和34年）：馆报《目黑寄生虫馆月报》（现《虫是虫，腹虫通信》）创刊。
- 1960年（昭和35年）：高松宫宣仁亲王来访。
- 1961年（昭和36年）：《日本寄生虫学研究》日文版第1卷出版。
- 1964年（昭和39年）：《日本寄生虫学研究》英文版第1卷出版。
- 1976年（昭和51年）：龟谷了获颁紫绶褒章。
- 1986年（昭和61年）：开始展示一种长达8.8米的日本海裂头绦虫（学名：Diphyllobothrium nihonkaiense），此后成为该馆的亮点展品。
- 1987年（昭和62年）：龟谷了获颁勋三等瑞宝章。
- 1992年（平成4年）：地上6层、地下1层的新馆大楼（现建筑）竣工。
- 1993年（平成5年）：
  - 4月：重新开放。
  - 日期不详：常陆宫正仁亲王来访。
- 1994年（平成6年）7月1日 - 龟谷了《寄生虫馆物语——可爱又奇妙的虫虫生活》（NESCO）出版。
- 1997年（平成9年）：龟谷俊也就任第2代馆长。
- 2000年（平成12年）：内田明彦就任第3代馆长。
- 2001年（平成13年）：获得东京都教育委员会的注册博物馆认证。
- 2006年（平成18年）：町田昌昭就任第4代馆长。
- 2008年（平成20年）8月：更新展品照明设备。
- 2011年（平成23年）：小川和夫就任第5代馆长。
- 2012年（平成24年）：更新2楼常设展览面板。
- 2013年（平成25年）4月1日：财团法人目黑寄生虫馆转为公益财团法人目黑寄生虫馆。
- 2017年（平成29年）：“小宫文库”部分由国立感染症研究所托管至目黑寄生虫馆。
- 2021年（令和3年）4月1日：仓持利明就任第6代馆长。
- 2022年（令和4年）8月19日：比尔·盖茨来访。

## 历届馆长
1. 龟谷了（1953年-）
2. 龟谷俊也（1997年-）
3. 内田明彦（2000年-）原山崎动物护理大学动物看护学部动物看护学科教授[4]
4. 町田昌昭（2006年-）原国立科学博物馆动物研究部部长[5]
5. 小川和夫（2011年-）原东京大学大学院農学生命科学研究科教授 [6]
6. 仓持利明（2021年-）原国立科学博物馆动物研究部研究部长

## 公益事业
- 研究调查活动、学术资料的收集与整理、指导与建议、与外部研究者的合作。
- “目黑寄生虫馆”的设立与运营、教育普及活动、出版活动、标本销售、博物馆的运营。

## 主要展品
- 寄生虫（实物）的福尔马林固定标本：共有约300件展品，其中全长8.8米的日本海裂头绦虫（一种绦虫）是该馆的代表性展品。自1986年（昭和61年）起展示的这一标本，以约1米为单位折叠展示，旁边放置了相同长度的绳子，观众可通过触摸绳子感受其长度。[7]
- 寄生虫和昆虫的蜡制模型。
- 寄生虫感染者的照片等展板。